# تلفزيون بنغلاديش
قناة بنغلاديش أو تلفاز بنغلاديش بالبنغالية (বাংলাদেশ টেলিভিশন) وغالباً ماتعرف بالاختصار BTV، وهي قناة تمتلكها الحكومة البنغالية. بدأت في الإنتاج باللون الأبيض والأسود في 25 ديسمبر 1964.
وكانت معروفة بالمرناة (التلفاز)الباكستانية في ذلك الوقت، وقد تمت إعادة تسمية القناة بالمرناة البنغالية بعد الاستقلال. وقد بدأ الإنتاج الملوّن منذ سنة 1980. وقد استقبل زهاء مليوني مرناة (جهاز تلفاز)الموجات المرسلة من خلال 17 محطة بث.
المرناة (التلفاز) البنغلالية لها قناة دولية يتم بثها من دكا.

## برامج مشهورة
- جودي كيشهو موني ناكوريان
- إيتادي
- بوهبريهي
- سونج سبوتوك
- شوموير كوثا

## وصلات خارجية
موقع القناة